# Ashur-uballit I
Ashur-uballit I (anche Assuruballit I; fl. XIV secolo a.C.) è stato re di Assiria.

## Biografia
Viene ricordato perché tramite le lettere di Amarna si mostra come un sovrano indipendente, e riesce ad ottenere il ritorno di diversi tesori esportati dall'Assiria, ponendo anche a Babilonia il re Kurigalzu II come vassallo. Fra le sue attività edilizie si ricorda la ricostruzione del Palazzo Reale di Assur, che rinomina in Palazzo Nuovo.
Sotto il suo regno l'Assiria ottenne l'indipendenza dal regno di Mitanni grazie alla vittoria contro Shuttarna II e da questo momento l'Assiria emerse come impero egemone. Successivamente, a causa dei disordini nati in Babilonia a seguito della morte di Burna-Buriash II, Assur-uballit mise sul trono di Babilonia Kurigalzu II, il figlio o il nipote di quel re, nel primo di quelli che diverranno una serie di interventi assiri negli affari babilonesi.
Nelle lettere di Amarna, una serie di lettere diplomatiche di vari monarchi mediorientali dirette ai faraoni Amenofi III e Amenofi IV, sono state trovate due lettere di Assur-uballit I, delle quali la seconda è la continuazione della prima. Nelle lettere, Assur-uballit si riferisce al suo secondo predecessore Assur-nadin-ahhe II descrivendolo come suo "padre" o "l'antenato" invece di riferirsi al suo padre reale, Eriba-Adad I; ciò ha condotto alcuni critici della cronologia egiziana convenzionale, quale David Rohl, a sostenere che l'Assur-uballit delle lettere di Amarna non è lo stesso Assur-uballit I. Ciò, tuttavia, non tiene conto del fatto che i monarchi nelle lettere di Amarna si riferiscono spesso ai predecessori descrivendoli come "padre", nonostante non fossero i loro figli biologici. In questo caso, Assur-uballit si riferì presumibilmente ad Assur-nadin-ahhe perché questo, diversamente da Eriba-Adad I, aveva precedentemente corrisposto con la corte egiziana.